# Gospodarstvo Njemačke
Njemačka je treće najveće gospodarstvo svijeta, odmah iza Sjedinjenih Država i Japana i jedna je od najrazvijenijih zemalja Europe i svijeta.  Premda je jedna od najvećih izvoznika u svijetu. Tome treba pridodati veliko financijsko opterećenje njemačkog ujedinjenja s godišnjim transferima od oko 80 milijardi eura. Njemačko gospodarstvo smanjilo se 5.3 posto u 2020. godini.
Njemačko gospodarstvo je puno optimizma. Nijemci su u protekloj 2020. i 2021. povećali svoje ušteđevine za 7.7 bilijuna eura.

## Bruto domaći proizvod
Njemački bruto domaći proizvod (BDP) pao je za 3,1 posto u prvom tromjesečju 2021. u usporedbi s istim razdobljem prošle godine, pokazuju objavljeni kalendarski prilagođeni podaci njemačkog saveznog zavoda za statistiku Destatisa.
Najveće europsko gospodarstvo u prvom je tromjesečju u odnosu na posljednji lanjski kvartal palo za 1,8 posto. To je 0,1 postotni bod više od u travnju procijenjenog pada od 1,7 posto.
U prvom tromjesečju privatna potrošnja u Njemačkoj pala je za 5,4 posto u odnosu na prethodni kvartal. Suprotno tome, državna potrošnja blago je porasla, za 0,2 posto.
Pozitivan zamah donijela su prije svega građevinska ulaganja koja su porasla za 1,1 posto. Blago su pala ulaganja u opremu, za 0,2 posto. Uvoz robe i usluga porastao je u prvom tromjesečju za 3,8 posto, znatno više od izvoza, koji je porastao za 1,8 posto.
U usporedbi s četvrtim kvartalom 2019., tromjesečjem prije početka koronakrize, gospodarstvo je palo za pet posto, priopćio je Destatis.

## Plaće i inflacija
U međunarodnoj usporedbi životni je standard u Njemačkoj na visokoj razini. Prosječni bruto prihodi radnika kreću se oko 2500 eura, a službenika oko 3400 eura.
Inflacija potaknuta stvaranjem novca, raskošnom ‘pandemijskom’ fiskalnom politikom i remećenjem opskrbnih lanaca u drugom je tromjesečju 2021. u Njemačkoj pretekla rast plaća i smanjila kupovnu moć građana, otkrivaju objavljeni podaci Federalnog statističkog ureda, Destatisa.
Dogovorene plaće, uključujući jednokratne bonuse i poticaje, u drugom su kvartalu 2021. porasle za 1.9% na godišnjoj razini. Bez jednokratnih isplata rast je bio za Njemačku 1.4%.

## Nezaposlenost
Njemačka se početkom 20. stoljeća borila sa strukturnim problemima u socijalnom sustavu i na tržištu rada. Stopa nezaposlenosti iznosila je krajem 2005. godine 9,4% u zapadnom dijelu te čak 17% u pet istočnonjemačkih pokrajina. Ministarstvo rada poručuje da će zaposlenost još uvijek rasti, a manje od dvije godine pošto je dosegnut broj od 5 milijuna, broj je nezaposlenih u Njemačkoj u studenom 2007. pao na 3,278 milijuna što je bila najmanja stopa u proteklih petnaest godina. Stopa nezaposlenosti u prosincu 2007. je bila 8,4 posto, manja nego u studenom kad je iznosila 8,6 posto. Broj zaposlenih u Njemačkoj dosegnuo je u kolovozu 2007. rekordnu razinu od ujedinjenja zapadnog i istočnog dijela te zemlje, te iznosio 39,73 milijuna. 
Njemačke agencije za zapošljavanje računaju, zbog pandemije korona virusa i njenih posljedica po privredu, rast nezaposlenosti za oko 30 posto.Vodeći ekonomski instituti ističu kako će istovremeno više barometara koji pokazuju stanje privrede pasti u travnju na povijesno najniže vrijednosti. Tako je barometar zaposlenosti Instituta Ifo pao s 93,4 u ožujku 2021. na 86,3 bodova.

## Investicije
Za strane ulagače Njemačka je zbog tehnološkog znanja, pravne sigurnosti, izvrsno izgrađene infrastrukture i centralne geografske pozicije atraktivno ciljno tržište. Nakon porezne reforme 2000. godine porezna opterećenja za poduzeća i fizičke osobe znatno su umanjena. U cilju povećanja međunarodne konkurentnosti Njemačke početkom 2008. godine treba uslijediti reforma poreznog sustava. U razdoblju od 1994. do 2003. godine u Njemačkoj su ostvarena strana ulaganja u ukupnom iznosu od 387 milijardi eura. Važna konkurentska prednost su pri tome kvalifikacija kadrova. U međunarodnim razmjerima priznata kvaliteta obrazovanja temelji se na dvojnom sustavu školovanja koji spaja praktičnu izobrazbu u poduzećima sa školskim obrazovanjem.
Daljnji znak rasta njemačkog gospodarstva leži i u činjenici da inozemni ulagači odnedavno drže većinski udio u vodećih 30 njemačkih kompanija koje kotiraju na burzi. Njihov udio skočio je s 20 posto u 2005. na 53 posto u 2006. godini.
Zbog Brexita se ulagači u 2020. i 2021. manje upuštaju u investicije.

## Primarni sektor

### Rudarstvoi vađenje
Godine 2019., zemlja je bila 3. najveći svjetski proizvođač selenija, 4. najveći svjetski proizvođač kuhinjske soli, 5. najveći proizvođač kalij karbonata na svijetu, 5. najveći proizvođač bora, 7. svjetski proizvođač vapna, 13. najveći svjetski proizvođač fluorita, 14. svjetski proizvođač glinenca, 17. najveći svjetski proizvođač grafita i 18. najveći svjetski proizvođač sumpora.

## Sekundarni sektor

### Energija
2002. godine Njemačka je bila na 5. mjestu po potrošnji energije u svijetu s tim da dvije trećine svoje primarne energije uvozi. Iste godine, Njemačka je bila i najveći europski potrošač električne energije koja je iznosila 512.9 milijardi kilovatsati.
Vladina politika naglašava očuvanje i razvoj obnovljivih izvora energije kao što su solarna energija, energija vjetra, biomasa, hidroenergija i geotermalna energija. Kao rezultat mjera očuvanja energije, energetska efikasnost (količina energije koja je potrebna da se proizvede jedinica bruto društvenog proizvoda) se poboljšava od početka sedamdesetih godina prošlog stoljeća. Vlada je kao cilj postavila tezu da 50% potreba za energijom dolazi iz obnovljivih izvora energije do 2050. godine. U prvih šest mjeseci 2021. godini ugljen, prirodni plin i nuklearna energija činili su 56% ukupne električne energije u Njemačkoj. Obnovljivi izvori energije činili su 44%.

### Industrija
Industrija i graditeljsvo su u 2003. godini činili 29% bruto društvenog proizvoda Njemačke, vrlo veliki udio bez uzimanja u obzir uslužni sektor. Sam sektor zapošljava 26.4% radne snage. Njemačka je nadmoćna u proizvodnji automobila, strojnih alata i kemikalija. S proizvodnjom od 5.5 milijuna vozila u 2003., Njemačka je treći najveći proizvođač automobila u svijetu poslije SAD i Japana, a njezino mjesto je 2005. ugrozila Narodna Republika Kina. U 2004. Njemačka je bila najveće svjetsko tržište strojnih alata s udjelom od 19.3%. Njemačke multinacionalne kompanije kao što su Daimler-Chrysler, BMW, Bosch, BASF, Bayer i Siemens poznate su diljem svijeta. Dvije trećine radne snage zaposleno je u malom i srednjem poduzetništvu što je vitalno za njemačko gospodarstvo.
Kao u većini zapadnih industrijskih zemalja i Njemačka se industrija zadnjih nekoliko godina suočava sa strukturnim promjenama. Značenje industrije postepeno pada, dok na njezino mjesto stupa sektor usluga. Unatoč tome je industrija s oko 8 milijuna zaposlenih još uvijek najvažniji stup njemačkog gospodarstva. Najvažnije grane industrije su industrija cestovnih vozila s prometom od 227 milijardi eura, elektrotehnika s prometom od 152 milijardi eura, strojogradnja s prometom od 142 milijardi eura i kemijska industrija s prometom od 113 milijardi eura. Tradicionalne industrijske grane kao što su industrija čelika ili tekstilna industrija zadnjih su godina zbog pritiska zemalja s jeftinom radnom snagom izgubile na važnosti. Neke industrijske grane kao što je farmaceutska industrija dospjele su zbog preuzimanja i spajanja većinom u vlasništvo stranih kompanija.
Temelje za međunarodnu konkurentnost njemačkog gospodarstva ne tvore samo velika poduzeća, nego i deseci tisuća malih i srednjih poduzeća s do 500 zaposlenih. Mala i srednja poduzeća igraju značajnu ulogu u prerađivačkoj industriji, strojarstvu, metaloprerađivačkoj industriji, ali i u novim rastućim branšama kao što su nano- i bio-tehnologija.
Njemačka automobilska industrija zapošljava 748.300 ljudi. Prodaja automobila na njemačkom tržištu smanjena je za devet posto u 2007. na najnižu razinu od povijesnog njemačkog ujedinjenja prije više od 17 godina pod utjecajem rastućih cijena energenata i nepopularnog povećanja poreza na dodanu vrijednost. Po podacima Njemačkog udruženja automobilske industrije, prodaja u Njemačkoj, u najvećem europskom tržištu automobila, smanjena je na 3,15 milijuna vozila u 2007., što je u oštroj suprotnosti s 11-postotnim povećanjem izvoza koji je dosegnuo nove rekordno visoke razine.
Zadnji njemački ugljenokop u Bottropu u Rurskoj oblasti zatvoren je u prosincu 2018. godine.
| Mjesto | Poduzeće           | Prihodi (u mil. €) | Dobit (u mil. €) | Broj zaposlenih(u tisućama) |
| ------ | ------------------ | ------------------ | ---------------- | --------------------------- |
| 1      | DaimlerChrysler AG | 149 776            | 2 846,0          | 382,7                       |
| 2      | Volkswagen AG      | 95 270             | 1 120,0          | 345,0                       |
| 3      | Siemens AG         | 75 445             | 2 420,0          | 460,8                       |
| 4      | E.ON AG            | 56 399             | 7 407,0          | 79,9                        |
| 5      | BMW Group          | 46 656             | 3 287,0          | 105,8                       |
| 6      | ThyssenKrupp AG    | 42 927             | 1 079,0          | 185,9                       |
| 7      | BASF-Gruppe        | 42 745             | 3 007,0          | 80,9                        |
| 8      | RWE AG             | 41 819             | 2 587,0          | 85,9                        |
| 9      | Robert Bosch GmbH  | 41 461             | 2 450,0          | 249,0                       |
| 10     | Bayer AG           | 27 383             | 1 597,0          | 110,2                       |

## Tercijarni sektor
U 2003. godini udio uslužnog sektora u bruto društvenom proizvodu (BDP) je iznosio 70%, a u sektoru je bilo zaposleno 71.3% svih radnika. Uslužni sektor čine financijske usluge, najam i poslovne aktivnosti s udjelom od 30.5%, zatim trgovina, hoteli i restorani, te transport s 18% i ostale usluge koje čine 21.7%.
Tercijarni sektor je u 2020. i 2021. godini doživio velike gubitke. Njemačka vlada je do proljeća 2021. tvrtkama na raspolaganje stavila 100 milijardi eura gospodarske pomoći, uključujući i kredite. Prisutan je porast broja stečajeva zbog pandemije uzrokovane korona virusom.

### Turizam
Prihodi od domaćih i stranih turista u Njemačkoj čine oko 8% bruto društvenog proizvoda (BDP), a sektor turizma zapošljava 2.8 milijuna ljudi. Pored trgovine, turizam je druga najveća komponenta uslužnog sektora. U 2004. bilo je registrirano rekordnih 45 milijuna noćenja koje su ostvarili starni turisti što iznosi 4% više noćenja nego godinu dana. Od svih sajmišta na svijetu, dvije trećine ih se nalazi u Njemačkoj i svake godine privuku između 9 i 10 milijuna poslovnih putnika, a oni čine 20% stranih gostiju. Četiri najvažnija sajma se održavaju u Hannoveru, Frankfurtu, Kölnu, i Düsseldorfu. Glavni događaj 2006. godine u Njemačkoj je bilo Svjetsko nogometno prvenstvo koje je bilo vrlo značajno za turizam i ukupno njemačko gospodarstvo.